# Distretto di Djezzar
Il distretto di Djezzar è un distretto della provincia di Batna, in Algeria, con capoluogo Djezzar.

## Comuni
Il distretto comprende i seguenti comuni:
- Djezzar
- Ouled Ammar
- Abdelkader Azil